# (33174) 1998 FK3
1998 FK3 (asteroide 33174) é um asteroide da cintura principal. Possui uma excentricidade de 0.13080750 e uma inclinação de 14.60303º.
Este asteroide foi descoberto no dia 22 de março de 1998 por Takao Kobayashi em Oizumi.